# 王鹤棣作品列表
本条目主要列举中国演员王鹤棣参与演出的所有电影、剧集、综艺节目、音乐、盛典晚会演出及表演舞台等作品。

## 影视作品

### 電視劇／網路劇
| 年份   | 播出平台                | 劇名             | 角色                 | 備註       |
| 2018年 | 湖南卫视 芒果TV Netflix | 《流星花園》     | 道明寺               |            |
| 2020年 | 騰訊視頻                | 《将夜2》        | 寧缺                 | 網絡劇     |
| 2021年 | 湖南卫视 芒果TV Netflix | 《理智派生活》   | 祁曉                 |            |
| 2021年 | 騰訊視頻                | 《遇龍》         | 尉遲龍炎/龍玉池/隆言 | 網絡劇     |
| 2022年 | 愛奇藝 Netflix          | 《蒼蘭訣》       | 東方青蒼             | 網絡劇     |
| 2022年 | 愛奇藝                  | 《浮圖緣》       | 肖鐸                 | 網絡劇     |
| 2023年 | 愛奇藝                  | 《今日宜加油》   | 白馬帥               | 網絡劇     |
| 2023年 | 江蘇衛視 優酷 愛奇藝    | 《戰火中的青春》 | 程嘉樹               | 2019年拍攝 |
| 2023年 | 湖南卫视 芒果TV         | 《以愛為營》     | 時宴                 |            |
| 2024年 | 騰訊視頻 CCTV-8         | 《大奉打更人》   | 許七安               | 網絡劇     |

### 電影
| 年份   | 劇名         | 角色   | 備註   |
| 2023年 | 《抬頭見喜》 | 郭文翰 | 單元劇 |

### 常駐綜藝
| 年份   | 日期                            | 播出平台        | 節目                                 | 備註         |
| 2017年 | 6月6日－8月15日                 | 優酷            | 《超次元偶像》                       | 總冠軍       |
| 2018年 | 10月12日－ 2019年1月4日         | 湖南衛視 芒果TV | 《亲爱的·客栈（第二季）》            |              |
| 2018年 | 9月15日                         | 騰訊視頻        | 《2018 超級企鵝聯盟：紅藍大戰》      |              |
| 2019年 | 7月2日                          | 騰訊視頻        | 《2019 超級企鵝聯盟 Super3：星斗場》 |              |
| 2020年 | 7月31日                         | 愛奇藝          | 《我在頤和園等你》                   | 第5期~第10期 |
| 2020年 | 7月31日－9月30日                | 湖南衛視 芒果TV | 《元氣滿滿的哥哥（第一季）》         |              |
| 2020年 | 9月17日－11月7日                | 騰訊視頻        | 《2020 超級企鵝聯盟 Super3：星斗場》 |              |
| 2022年 | 1月1日－5月21日 7月23日－播映中 | 湖南衛視 芒果TV | 《你好，星期六》                     |              |
| 2022年 | 6月12日－8月21日                | 騰訊視頻        | 《五十公里桃花塢（第二季）》         | 海邊篇       |
| 2022年 | 7月2日－7月24日                 | 快手            | 《打球嘛朋友》                       |              |
| 2022年 | 7月21日－9月24日                | 抖音 湖北衛視   | 《全力以赴的行动派》                 |              |
| 2023年 | 5月28日－7月30日                | 騰訊視頻        | 《五十公里桃花塢（第三季）》         | 山野篇       |

### 其他綜藝/嘉賓出演
| 年份   | 日期              | 播出平台 | 節目                      | 主題                                              | 備註                   |
| 2018年 | 5月26日           | 湖南衛視 | 《快樂大本營》            | 沈月吳昕重演偶像劇致敬經典                        | 宣傳《流星花園》       |
| 2018年 | 7月8日            | 湖南衛視 | 《天天向上》              | “杉菜”沈月攜新F4閃亮登場                          | 宣傳《流星花園》       |
| 2018年 | 7月14日           | 湖南衛視 | 《快樂大本營》            | 王鶴棣喊話何炅“成為你的驕傲”                      |                        |
| 2018年 | 8月11日           | 湖南衛視 | 《快樂大本營》            | 流星四子解鎖新技能現場秀唱功                      | 宣傳《流星花園》       |
| 2018年 | 8月19日           | 金鹰卡通 | 《瘋狂的麥咭（第五季）》  | 流星雨降臨石頭城！ 王鶴棣官鴻吳希澤來闖關         | 第8期 宣傳《流星花園》 |
| 2018年 | 8月24日           | 湖南衛視 | 《幻樂之城》              | 玩具奇緣                                          | 第5期 宣傳《流星花園》 |
| 2018年 | 9月1日            | CCTV-1   | 《開學第一課》            | 創造向未來                                        |                        |
| 2018年 | 9月16日           | 騰訊視頻 | 《英雄聯盟LPL七週年慶典》 |                                                   |                        |
| 2019年 | 5月11日           | 湖南衛視 | 《快樂大本營》            | 霍建華楊冪現場高甜互動                            |                        |
| 2019年 | 5月25日           | 湖南衛視 | 《快樂大本營》            | 楊冪機智化解“前女友”尷尬                          |                        |
| 2019年 | 6月23日           | 優酷     | 《益起追光吧》            |                                                   | 第5期                  |
| 2019年 | 7月10日－7月11日  | 西瓜視頻 | 《頭號任務》              | 王鶴棣賽跑慘輸楊迪 歐弟楊迪挑戰臉破保鮮膜         | 第1-2期                |
| 2019年 | 7月22日－7月25日  | 湖南衞視 | 《神奇的漢字》            | 藍隊隊長                                          | 第25-28期              |
| 2019年 | 7月31日           | 西瓜視頻 | 《頭號任務》              | 兔子牙歪唱甜炸全場                                | 第10期                 |
| 2019年 | 8月11日           | 湖南衞視 | 《天天向上》              | 吳宣儀戚薇組小龍蝦姐妹花 王鶴棣王一博爆笑垃圾分類 |                        |
| 2019年 | 8月24日           | 湖南衞視 | 《快樂大本營》            | 李易峯鄧倫林書豪酷炫來襲 黃明昊遭遇恐怖箱嚇到尖叫 |                        |
| 2019年 | 9月7日            | 騰訊視頻 | 《英雄聯盟LPL八週年慶典》 |                                                   |                        |
| 2019年 | 9月20日－10月4日  | 湖南衞視 | 《中餐廳（第三季）》      | 小凱走的第一天 是誰劃了菜單 中餐廳的教學日        | 第9-11期               |
| 2019年 | 11月3日           | 騰訊視頻 | 《超新星運動會》          | 男子4x150米接力賽                                 |                        |
| 2020年 | 3月1日            | 湖南衞視 | 《嘿！你在幹嘛呢？》      | 王鶴棣玩川普心有靈犀                              | 第4期                  |
| 2020年 | 7月31日 - 8月28日 | 北京衞視 | 《我在頤和園等你》        | 蘇州街特邀幹事                                    | 第5-10期               |
| 2020年 | 8月2日            | 湖南衛視 | 《天天向上》              | 美食排行特產篇匯聚全國美味 《隱秘的角落》劇組重聚 |                        |
| 2020年 | 10月10日          | 湖南衛視 | 《快樂大本營》            | 哥哥元氣來襲！ 王耀慶吳奇隆開杠放狠話             | 宣傳《元氣滿滿的哥哥》 |
| 2020年 | 11月2日           | 芒果TV   | 《甜蜜的任務》            | 王鶴棣與楊洋力爭顏值擔當 回應戴假發片始末         | 第43期                 |
| 2021年 | 3月27日           | 湖南衛視 | 《快樂大本營》            | 顏值天花板姐弟來襲！ 秦嵐張柏芝擇偶標準大公開     | 宣傳《理智派生活》     |
| 2021年 | 4月5日            | 芒果TV   | 《甜蜜的任務》            | 秦嵐餵王鶴棣吃臭豆腐 兩人微信備註大曝光           | 第13期 理想派生活篇    |
| 2021年 | 10月12日          | 騰訊視頻 | 《餓人出沒請注意》        | 王鶴棣攜熱辣美食參加火鍋節                        | 加更                   |
| 2022年 | 5月20日           | 浙江衛視 | 《奔跑吧（第十季）》      | 專屬玫瑰（10周年特輯）                            | 第2期                  |
| 2022年 | 5月27日           | 浙江衛視 | 《奔跑吧（第十季）》      | 匿名用戶調查事件                                  | 第3期                  |
| 2022年 | 8月8日            | 騰訊視頻 | 《毛雪汪》                | 桃花塢代表王傳君王鶴棣來串門                      | 第26期                 |
| 2022年 | 9月4日            | 芒果TV   | 《甜蜜的任務2022》        | 王鶴棣談高顔值的煩惱 “大強”塑造靈感來源雄獅       | 第30期                 |
| 2022年 | 9月15日－9月22日  | 芒果TV   | 《密室大逃脫（第四季）》  | 驚心offer                                         | 第10-11期              |
| 2022年 | 9月25日           | 芒果TV   | 《新聞當事人》            | 王鶴棣·迎風飛馳                                   |                        |
| 2022年 | 9月29日－10月6日  | 芒果TV   | 《密室大逃脫（第四季）》  | 數字遊戲                                          | 第12-13期              |
| 2022年 | 10月13日          | 芒果TV   | 《密室大逃脫（第四季）》  | 收官晚宴                                          | 第14期                 |
| 2022年 | 10月24日          | 芒果TV   | 《100道光芒》             | 直播大考                                          | 第12期                 |
| 2022年 | 11月30日          | bilibili | 《紅毯背後》              |                                                   |                        |
| 2023年 | 7月14日           | 浙江衛視 | 《奔跑吧（第十一季）》    | 家族榮耀                                          | 第11期                 |
| 2023年 | 7月21日           | 浙江衛視 | 《奔跑吧（第十一季）》    | 加入我們吧數學社                                  | 第12期                 |
| 2023年 |                   | 優酷     | 《萬卷風雅集》            |                                                   |                        |

## 音樂作品

### 數位單曲
| 年份   | 發行日期 | 曲目       | 收錄專輯                       | 合作藝人            |
| 2019年 | 10月30日 | 大中國     | 《青春為祖國歌唱》第二輯經典篇 | 吳希澤、趙志偉      |
| 2019年 | 12月20日 | Miss Me    | 不適用                         | Ty.                 |
| 2021年 | 4月14日  | Hello      | 不適用                         | Gibb-Z、GeorgeSlay  |
| 2021年 | 5月15日  | 想要抓住你 | 不適用                         | Gibb-Z              |
| 2022年 | 8月26日  | 重慶得行   | 不適用                         | Bridge、GAI、張顏齊 |
| 2023年 | 7月25日  | 海邊探戈   | 不適用                         | 王齊銘、朴鯊        |

### OST 影視原聲帶/主題曲
| 年份   | 歌曲名稱        | 影視劇                   | 性質   | 合作藝人 |
| 2017年 | We Are Dreamers | 超次元偶像               | 主題曲 | 李熹子、阿沁、馬思超 |
| 2018年 | For you         | 流星花園                 | 片頭曲 | 官鴻、梁靖康、吳希澤 |
| 2018年 | 創造回憶        | 流星花園                 | 插曲   | 官鴻、梁靖康、吳希澤 |
| 2018年 | 從來沒想到      | 流星花園                 | 插曲   | 官鴻、梁靖康、吳希澤 |
| 2018年 | 非同小可        | 流星花園                 | 插曲   | |
| 2018年 | 想都不用想      | 流星花園                 | 插曲   | |
| 2018年 | 開學第一課      | 2018 開學第一課          | 主題曲 | 官鴻、梁靖康、吳希澤 |
| 2019年 | 神奇的漢字      | 神奇的漢字               | 主題曲 | 胡一天、黃明昊、仝卓、尤長靖 |
| 2020年 | 不怨            | 将夜2                    | 片尾曲 | 宋伊人 |
| 2021年 | 懂              | 理智派生活               | 片尾曲 | 秦嵐 |
| 2022年 | 想和你          | 蒼蘭訣                   | 推廣曲 | 虞書欣 |
| 2023年 | 剛好 2023       | 五十公里桃花塢（第三季） | 主題曲 | 張國立、宋丹丹、周一圍、王傳君、江疏影、宋茜、湯晶媚、汪蘇瀧、鳥鳥、宋伊人、孫怡、徐志勝、李雪琴、李嘉琦、敖瑞鵬、孟子義、任敏、尹浩宇 |
| 2023年 | 321 看          | 你好，星期六             | 主題曲 | 何炅、檀健次、秦霄贤、丁程鑫、楊迪、吳澤林                                                                                             |

### 大型晚會/表演舞台
| 年份   | 日期     | 播出平台                           | 節目                                      | 表演曲目         | 備註                                     |
| 2018年 | 12月31日 | 湖南衛視                           | 2018-2019 跨年演唱會                      | 《告白氣球》     | 搭檔沈月                                 |
| 2020年 | 12月31日 | 湖南衛視                           | 2020-2021 跨年演唱會                      | 《流星雨》       | 搭檔官鴻、梁靖康、吳希澤                 |
| 2020年 | 12月31日 | 湖南衛視                           | 2020-2021 跨年演唱會                      | 《愛存在》       |                                          |
| 2022年 | 1月29日  | 湖南衛視                           | 你好星期六                                | 《告白氣球》     |                                          |
| 2022年 | 2月28日  | 湖南衛視                           | 你好星期六                                | 《神魂顛倒》     | 搭檔蔡文靜                               |
| 2022年 | 3月20日  | 湖南衛視                           | 你好星期六                                | 《lover boy 88》 | 搭檔蔡文靜                               |
| 2022年 | 8月6日   | 湖南衛視                           | 你好星期六                                | 《危險派對》     | 搭檔虞書欣，宣傳《蒼蘭訣》               |
| 2022年 | 8月16日  | 王鶴棣官方微博                     | 不適用                                    | 《Gwalla》       | 《蒼蘭訣》愛奇藝站內熱度值破9500收視承諾 |
| 2022年 | 9月5日   | 湖南衛視                           | 《你好星期六》                            | 《滄海一聲笑》   | 搭檔楊迪、李斯丹妮                       |
| 2022年 | 9月24日  | 抖音 湖北衛視                      | 《全力以赴的行動派》                      | 《沒取名的歌》   | 收官派對才藝秀                           |
| 2022年 | 10月1日  | 湖南衛視                           | 《你好星期六》                            | 《祝寿歌》       | 搭檔林曉峰、秦霄賢                       |
| 2022年 | 11月5日  | 湖南衛視                           | 《你好星期六》                            | 《山河圖》       | 搭檔黃明昊                               |
| 2022年 | 11月12日 | 湖南衛視                           | 《你好星期六》                            | 《Hug Me》       |                                          |
| 2022年 | 11月19日 | 湖南衛視                           | 《你好星期六》                            | 《對你愛不完》   | 搭檔武大靖                               |
| 2022年 | 12月31日 | 湖南衛視                           | 2022-2023 跨年演唱會                      | 《烈火戰馬》     |                                          |
| 2023年 | 1月24日  | 愛奇藝 騰訊視頻 優酷 芒果TV 抖音等 | 《奮進·新徎程－2023中國網絡視聽年度盛典》 | 《尋一個你》     |                                          |